# Baltasar Garzón
Baltasar Garzón Real (ur. 26 października 1955 w Torres) – hiszpański sędzia i polityk, zwolennik jurysdykcji uniwersalnej, były sędzia hiszpańskiego naczelnego sądu kryminalnego. W wyborach z 1993 r. kandydował do parlamentu z list partii socjalistycznej.
Prowadził głośne śledztwa dotyczące m.in. finansowania działalności terrorystycznej ETA, nielegalnych metod zwalczania ETA podejmowanych przez rząd Felipe Gonzáleza, zarzutów korupcji w Partii Ludowej.
Po zamachach z 11 września 2001 sporządził akt oskarżenia przeciwko Osamie Bin Ladenowi i 40 członkom Al-Kaidy, z których 25 stanęło przed sądem w Madrycie w 2003. W 2008 podjął próbę oskarżenia byłego dyktatora Hiszpanii generała Francisco Franco i 34 jego współpracowników o zbrodnie przeciwko ludzkości, co zostało odebrane jako atak na amnestię z 1977 r., która umożliwiła przejście od dyktatury do demokracji w Hiszpanii.
W 2012 r. skazany na zakaz wykonywania zawodu za nielegalne stosowanie podsłuchów.